# Санта-Круз (Калифорния)
Санта-Круз (англ. и исп. Santa Cruz) — город в штате Калифорния, административный центр и крупнейший город округа Санта-Круз. По переписи 2020 года, население Санта-Круза составляло 65 541 человек. Город расположен на северном берегу залива Монтерей в 115 км к югу от Сан-Франциско. Здесь находится Калифорнийский университет в Санта-Крузе (UCSC, University of California Santa Cruz).
В 2007 году владелец местного бара, Джесс Авшаломов (англ. Jesse Avshalomov), основал пивной праздник, который в считанные годы стал Международным днём пива.

## Города-побратимы
| Страна          | Город                  |
| --------------- | ---------------------- |
| Россия/ Украина | Алушта                 |
| Никарагуа       | Хинотепе               |
| Венесуэла       | Пуэрто-ла-Крус         |
| Италия          | Сестри-Леванте         |
| Япония          | Сингу                  |
| Испания         | Санта-Крус-де-Тенерифе |